# 530
Il 530 (DXXX in numeri romani) è un anno  del VI secolo.

## Eventi

### Per luogo

#### Impero romano d'Oriente
- 1º gennaio - Consolato di Flavio Lampadio e Rufio Gennadio Probo Oreste
- Battaglia di Dara: Il generale bizantino Belisario vince la sua prima grande battaglia contro i Persiani, respingendo la loro offensiva in Mesopotamia.
- 15 dicembre - Giustiniano promulga la costituzione Deo auctore con la quale avvia la redazione del Digesto, una raccolta e codificazione del diritto romano eseguita dai migliori giuristi dell'epoca.
- Triboniano viene nominato questore.

#### Europa
- Ilderico, re dei Vandali ed Alani, viene deposto dal cugino Gelimero

#### Asia
- Wei Chang Guang Wang succede a Xiao Zhuang Di come governante della dinastia Wei del nord della Cina.

### Per argomento

#### Religione
- 22 settembre — Papa Bonifacio II succede a Papa Felice IV come 55º Papa.

#### Astronomia
- 27 settembre - Undicesimo passaggio noto della cometa di Halley al perielio, (evento astronomico 1P/530 Q1)

## Nati
- Venanzio Fortunato, vescovo, santo e poeta romano († 607)
- Papa Sabiniano, papa e vescovo († 606)
- Durayd ibn al-Simma, poeta arabo († 630)

## Morti
- 27 giugno - Sansone ospitaliere, medico e presbitero romano
- 22 settembre - Papa Felice IV, papa, vescovo e santo italiano
- 14 ottobre - Antipapa Dioscuro
- 9 novembre - Pabo Post Prydein, sovrano anglosassone
- Elena di Laurino, santa italiana
- Cyngen Glodrydd, re (n. 470)
- Magno di Milano, arcivescovo e santo italiano
- Ohthere, re sueone
- Onorato di Fondi, abate
- Sudraka, drammaturgo indiano

## Calendario
| Calendario 530 | Calendario 530 | Calendario 530 | Calendario 530 | Calendario 530 | Calendario 530 | Calendario 530 | Calendario 530 | Calendario 530 | Calendario 530 | Calendario 530 | Calendario 530 | Calendario 530 | Calendario 530 | Calendario 530 | Calendario 530 | Calendario 530 | Calendario 530 | Calendario 530 | Calendario 530 | Calendario 530 | Calendario 530 | Calendario 530 | Calendario 530 | Calendario 530 | Calendario 530 | Calendario 530 | Calendario 530 | Calendario 530 | Calendario 530 | Calendario 530 | Calendario 530 | Calendario 530 |
| -------------- | -------------- | -------------- | -------------- | -------------- | -------------- | -------------- | -------------- | -------------- | -------------- | -------------- | -------------- | -------------- | -------------- | -------------- | -------------- | -------------- | -------------- | -------------- | -------------- | -------------- | -------------- | -------------- | -------------- | -------------- | -------------- | -------------- | -------------- | -------------- | -------------- | -------------- | -------------- | -------------- |
|                | 1              | 2              | 3              | 4              | 5              | 6              | 7              | 8              | 9              | 10             | 11             | 12             | 13             | 14             | 15             | 16             | 17             | 18             | 19             | 20             | 21             | 22             | 23             | 24             | 25             | 26             | 27             | 28             | 29             | 30             | 31             |                |
| Gennaio        | Ma             | Me             | Gi             | Ve             | Sa             | Do             | Lu             | Ma             | Me             | Gi             | Ve             | Sa             | Do             | Lu             | Ma             | Me             | Gi             | Ve             | Sa             | Do             | Lu             | Ma             | Me             | Gi             | Ve             | Sa             | Do             | Lu             | Ma             | Me             | Gi             |                |
| Febbraio       | Ve             | Sa             | Do             | Lu             | Ma             | Me             | Gi             | Ve             | Sa             | Do             | Lu             | Ma             | Me             | Gi             | Ve             | Sa             | Do             | Lu             | Ma             | Me             | Gi             | Ve             | Sa             | Do             | Lu             | Ma             | Me             | Gi             |                |                |                |                |
| Marzo          | Ve             | Sa             | Do             | Lu             | Ma             | Me             | Gi             | Ve             | Sa             | Do             | Lu             | Ma             | Me             | Gi             | Ve             | Sa             | Do             | Lu             | Ma             | Me             | Gi             | Ve             | Sa             | Do             | Lu             | Ma             | Me             | Gi             | Ve             | Sa             | Do             |                |
| Aprile         | Lu             | Ma             | Me             | Gi             | Ve             | Sa             | Do             | Lu             | Ma             | Me             | Gi             | Ve             | Sa             | Do             | Lu             | Ma             | Me             | Gi             | Ve             | Sa             | Do             | Lu             | Ma             | Me             | Gi             | Ve             | Sa             | Do             | Lu             | Ma             |                |                |
| Maggio         | Me             | Gi             | Ve             | Sa             | Do             | Lu             | Ma             | Me             | Gi             | Ve             | Sa             | Do             | Lu             | Ma             | Me             | Gi             | Ve             | Sa             | Do             | Lu             | Ma             | Me             | Gi             | Ve             | Sa             | Do             | Lu             | Ma             | Me             | Gi             | Ve             |                |
| Giugno         | Sa             | Do             | Lu             | Ma             | Me             | Gi             | Ve             | Sa             | Do             | Lu             | Ma             | Me             | Gi             | Ve             | Sa             | Do             | Lu             | Ma             | Me             | Gi             | Ve             | Sa             | Do             | Lu             | Ma             | Me             | Gi             | Ve             | Sa             | Do             |                |                |
| Luglio         | Lu             | Ma             | Me             | Gi             | Ve             | Sa             | Do             | Lu             | Ma             | Me             | Gi             | Ve             | Sa             | Do             | Lu             | Ma             | Me             | Gi             | Ve             | Sa             | Do             | Lu             | Ma             | Me             | Gi             | Ve             | Sa             | Do             | Lu             | Ma             | Me             |                |
| Agosto         | Gi             | Ve             | Sa             | Do             | Lu             | Ma             | Me             | Gi             | Ve             | Sa             | Do             | Lu             | Ma             | Me             | Gi             | Ve             | Sa             | Do             | Lu             | Ma             | Me             | Gi             | Ve             | Sa             | Do             | Lu             | Ma             | Me             | Gi             | Ve             | Sa             |                |
| Settembre      | Do             | Lu             | Ma             | Me             | Gi             | Ve             | Sa             | Do             | Lu             | Ma             | Me             | Gi             | Ve             | Sa             | Do             | Lu             | Ma             | Me             | Gi             | Ve             | Sa             | Do             | Lu             | Ma             | Me             | Gi             | Ve             | Sa             | Do             | Lu             |                |                |
| Ottobre        | Ma             | Me             | Gi             | Ve             | Sa             | Do             | Lu             | Ma             | Me             | Gi             | Ve             | Sa             | Do             | Lu             | Ma             | Me             | Gi             | Ve             | Sa             | Do             | Lu             | Ma             | Me             | Gi             | Ve             | Sa             | Do             | Lu             | Ma             | Me             | Gi             |                |
| Novembre       | Ve             | Sa             | Do             | Lu             | Ma             | Me             | Gi             | Ve             | Sa             | Do             | Lu             | Ma             | Me             | Gi             | Ve             | Sa             | Do             | Lu             | Ma             | Me             | Gi             | Ve             | Sa             | Do             | Lu             | Ma             | Me             | Gi             | Ve             | Sa             |                |                |
| Dicembre       | Do             | Lu             | Ma             | Me             | Gi             | Ve             | Sa             | Do             | Lu             | Ma             | Me             | Gi             | Ve             | Sa             | Do             | Lu             | Ma             | Me             | Gi             | Ve             | Sa             | Do             | Lu             | Ma             | Me             | Gi             | Ve             | Sa             | Do             | Lu             | Ma             |                |